# Domowina-Verlag

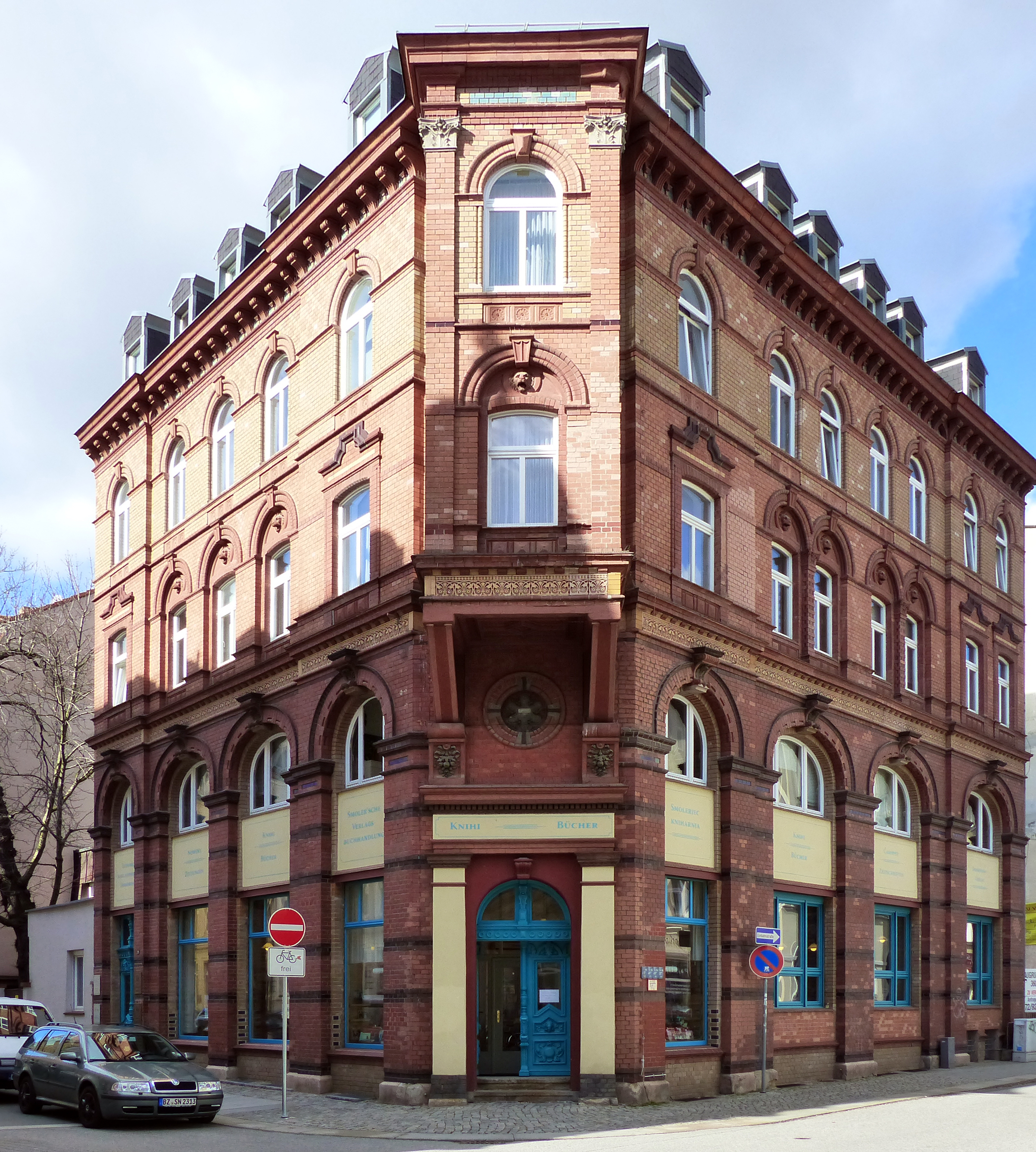
Domowina-Verlagshaus mit Verlagsbuchhandlung auf der Tuchmacherstraße 27 in Bautzen

Der Domowina-Verlag, sorbisch Ludowe nakładnistwo Domowinaⓘ, ist ein Verlag in Deutschland, in dem sorbische Bücher, Zeitschriften und Zeitungen sowie deutschsprachige Bücher über sorbische Themen erscheinen. Trotz des gleichen Namens ist der Verlag organisatorisch vom sorbischen Dachverband Domowina unabhängig. Er wird über die Stiftung für das sorbische Volk gefördert und betreibt die Smoler’sche Verlagsbuchhandlung auf der Tuchmacherstraße in Bautzen.
Der einzige sorbischsprachige Verlag wurde am 1. Juli 1958 in Bautzen als Volkseigener Betrieb gegründet und nach der Wende privatisiert. In ihm erscheinen neben Belletristik, Sach- und Kinderbüchern in Obersorbisch, Niedersorbisch und Deutsch auch die obersorbische Tageszeitung Serbske Nowiny, die niedersorbische Wochenzeitung Nowy Casnik, die wöchentliche obersorbische katholische Zeitschrift Katolski Posoł, die monatliche Kulturzeitschrift Rozhlad und die halbjährliche Zeitschrift für sorbische Sprache, Geschichte und Kultur Lětopis. Bis 2008 gab der Verlag fast 3800 Veröffentlichungen heraus. Jährlich gibt es etwa 60 Neuerscheinungen.

## Autoren des Verlags (unvollständig)
Horst Adam, Jakub Bart-Ćišinski (Jacob Barth), Hańža Bjeńšowa, Achim Brankačk (Achim Brankatschk), Jurij Brězan, Benno Budar (Benno Budar), Jurij Chěžka, Jěwa-Marja Čornakec (Eva-Maria Zschornack), Róža Domašcyna, Benedikt Dyrlich, Ernst Eichler, Helmut Faßke, Frank Förster, Lubina Hajduk-Veljkovićowa (Lubina Hajduk-Veljković), Jurij Koch, Mato Kosyk, Marja Krawcec, Jurij Krawža, Albrecht Lange, Kito Lorenc, Jakub Lorenc-Zalěski (Jacob Lorenz), Trudla Malinkowa, Timo Meškank, Frido Mětšk (Alfred Mietzschke), Jurij Młynk, Marja Młynkowa, Arnošt Muka (Ernst Mucke), Jan Pawoł Nagel (Jan Paul Nagel), Beata Nastickec, Anton Nawka, Michał Nawka, Józef Nowak, Měrćin Nowak-Njechorński (Martin Nowak-Neumann), Christian Traugott Pfuhl, Anja Pohončowa (Anja Pohontsch), Jan Arnošt Smoler (Johann Ernst Schmaler), Heinz Schuster-Šewc, Angela Stachowa, Walter Wenzel, Mina Witkojc (Wilhelmine Wittka), Jan Wornar, Handrij Zejler (Andreas Seiler).

## Illustratoren und Buchgestalter des Verlags (unvollständig)
Manfred Bofinger, Conrad Felixmüller, Uwe Häntsch, Egbert Herfurth, Karl-Georg Hirsch, Eberhard Kahle, Thomas Schleusing, Gertrud Zucker.